# Перегудово
Перегудово — деревня в Киржачском районе Владимирской области России, входит в состав Горкинского сельского поселения.

## География
Деревня расположена в 3 км на юго-запад от центра поселения посёлка Горка и в 15 км на северо-запад от райцентра города Киржач.

## История
В XIX — начале XX века деревня входила в состав Махринской волости Александровского уезда, с 1926 года — в составе Киржачской волости. В 1859 году в деревне числилось 30 дворов, в 1905 году — 48 дворов, в 1926 году — 69 дворов.
С 1929 года деревня являлась центром Перегудовского сельсовета Киржачского района, с 1940 года в составе — Бельковского сельсовета, с 1971 года — в составе Горкинского сельсовета, с 2005 года — в составе Горкинского сельского поселения.

## Население
| 1859 | 1905 | 1926 | 2002 | 2010 | 2021 |
| ---- | ---- | ---- | ---- | ---- | ---- |
| 216  | ↗319 | ↗350 | ↘21  | ↗22  | ↗25  |